# Ughurlu Muhammad
Ughurlu Muhammad Beg (o Ughurlu Mehmed,  in azero Uğurlu Məhəmməd bəy, in persiano اغورلو محم بیگ‎, in turco Uğurlu Mehmed Bey; ... – Erzincan, 1477) era un principe degli Ak Koyunlu, figlio di Uzun Hasan e di Jan Khatun. Come figlio maggiore di Uzun Hasan, governò la città di Shiraz e avrebbe voluto diventare il sovrano dell'Ak Koyunlu dopo la morte del padre. Tuttavia, la matrigna Seljuk Shah Khatun, altra moglie di Uzun Hasan, glielo impedì. Ha costantemente calunniato Ughurlu Muhammad a Uzun Hasan per favorire il proprio figlio, Khalil. In seguito, egli si ribellò al padre e si rifugiò nell'Impero ottomano. Maometto II lo accolse e lo fece sposare con sua figlia Gevherhan Hatun. Da questo matrimonio nacque Ahmad Beg. Mehmed II gli affidò l'incarico di governatore di Sivas, ma fu ucciso nei pressi di Erzincan nell'anno 1477.

## Battaglia di Otlukbeli
Ughurlu Muhammad comandava l'ala sinistra dell'esercito di Ak Koyunlu. Impedì gli attacchi di Şehzade Bayezid, difendendo strenuamente un corso d'acqua tra gli Ottomani e le sue truppe e impedendo a Şehzade Bayezid di sfondare sul loro lato. In seguito, quando seppe che suo padre era fuggito e suo fratello era stato ucciso, si ritirò anche lui dal campo di battaglia.